# شاغون (جهرم)
شاغون روستایی در دهستان پل به پایین بخش سیمکان شهرستان جهرم استان فارس ایران است. این روستا پر جمعیت‌ترین روستای دهستان پل به پایین است.

## پیشنه نام
لغت‌نامه دهخدا
شاغان . (اِخ ) از قراء بلوک صیمکان فارس دو فرسخ میانه ٔ جنوب و مشرق دوزه است . (فارسنامه ٔ ناصری ).

## جمعیت
بر پایه سرشماری عمومی نفوس و مسکن در سال ۱۳۹۵ جمعیت این مکان ۷۹۸ نفر (۲۰۸ خانوار) بوده‌است.